# Philip Toosey
Philip John Denton Toosey (12 août 1904 – 22 décembre 1975) est le célèbre colonel incarné au cinéma par Alec Guinness dans le film Le Pont de la rivière Kwaï (1957) de David Lean. En réalité, il est banquier à Liverpool, profession qu'il reprend après la guerre, et officier d’artillerie de l'Armée territoriale et non officier de carrière.

## Biographie
Né dans une famille de cinq enfants (deux sœurs et deux frères), Philip Toosey quitte l'école de Gresham en 1924. Il est alors embauché par  Neball & Claston, une firme de Manchester qui se consacre à l'import-export de charbon. pour l'ensemble de sa période d'apprentissage de trois ans, il reçoit 50 livres.
Nommé sous-lieutenant le 1er novembre 1927 à la 59th (4th West Lancaster) Medium Brigade d’artillerie, lieutenant le 12 novembre 1931, capitaine le 2 janvier 1932 puis commandant le 23 avril 1934. Après la retraite de Dunkerque, où il reçoit une citation le 20/12/40, Toosey suit un cours d’officier supérieur. En 1941 il est promu lieutenant-colonel - à titre temporaire - commandant le 135th Hertfordshire Yeomanry Field Regiment.
Avec son unité il embarque pour Singapour, en octobre 1941. Il est l'un des 130 000 soldats alliés qui se rendent aux Japonais après le siège de la colonie, en février 1942. Sa conduite en Malaisie lui vaut le Distinguished Service Order (DSO) le 13 décembre 1945. Le 22 octobre 1942, il arrive, avec 650 hommes de divers régiments, à Tha Makham. Les Japonais, au mépris de la convention de Genève de 1929 (en) qui interdit tout travail des prisonniers au profit de l'ennemi, les obligent à construire deux ponts, l'un en bois et l'autre en fer, sur la rivière Mae Klong (rebaptisée Kwai en 1960), afin de faciliter l'acheminement des troupes et des marchandises de Bangkok à Rangoon.
Dans les derniers mois de la guerre, les Japonais déplacent leurs prisonniers vers l'intérieur de la Birmanie, séparant Toosey de ses hommes et lui donnant le commandement de 3 000 officiers, à Nakhon Nayok, mission qu’il assure jusqu'en septembre 1945. Jamais il ne collabora avec les Japonais, mais il se refusa toujours à intenter un procès au réalisateur du film pour rétablir la vérité. Il est d’ailleurs nommé Officier de l'Ordre de l'Empire britannique (OBE) le 12 septembre 1946 pour services distingués et valeureux comme prisonnier de guerre.
Il reçoit la médaille des services militaires valeureux de l’Armée territoriale (TD ou Territorial Decoration) le 5 décembre 1946. Lieutenant-colonel le 1er mai 1947, colonel le 1er septembre 1950. Général de brigade à titre temporaire, il est promu Commandeur de l’Ordre de l’Empire britannique (CBE) le 1er janvier 1955. Il prend sa retraite le 22 décembre 1963.
En 1966 il devient président de la Fédération Nationale des Prisonniers d’Extrême-Orient (Far East Prisoner of War Association). Du 1er avril 1967 au 1er avril 1969, il est colonel honoraire du 359th (4th West Lancashire) Medium Regiment d’artillerie territoriale devenu en 1967 le West Lancashire Regiment, Royal Artillery, Territorial Army). Il est anobli le 15 juin 1974 (Insigne de Chevalier - Knight Bachelor's Badge -, appellation Sir) pour services publics éminents.

## Hommages et postérité
La caserne d’une unité d’artillerie de l’armée territoriale, à Liverpool, ville dont il fut un notable après-guerre, porte son nom : The Brigadier Philip Toosey Barracks, Aigburth Road, Liverpool.
Sa petite fille Julie Summers lui a consacré un ouvrage (en) The Colonel of Tamarkan. Philip Toosey and the Bridge on the River Kwai, éditions Simon & Schuster, Londres, 2005.